# Temporada 1972 del Campeonato de España de Rally
La temporada 1972 fue la edición 16.ª del Campeonato de España de Rally. El calendario estaba compuesto de 21 pruebas puntuables, de las caules el Rally Costa Brava, Rally Firestone y el Rally de España eran puntuables también para el Campeonato de Europa. El ganador fue Salvador Cañellas.
Este año se celebró por primera vez el campeonato de España de copilotos.

## Calendario
| N.º | Fecha               | Rally                                       | Superficie     | Series |
| --- | ------------------- | ------------------------------------------- | -------------- | ------ |
| 1   | 29-30 de enero      | 13.º Rally Fallas                           | Asfalto        |        |
| 2   | 12-13 de febrero    | 20.º Rally Costa Brava                      | Asfalto        | ERC    |
| 3   | 19-20 de febrero    | 5.º Rally de la Lana                        | Asfalto        |        |
| 4   | 26-27 de febrero    | 13.º Rally Vasco Navarro                    | Asfalto        |        |
| 5   | 4-5 de marzo        | 2.º Critérium Guilleries                    | Asfalto        |        |
| 6   | 17-19 de marzo      | 6.º Rally Internacional Firestone           | Asfalto        | ERC    |
| 7   | 7-9 de abril        | 3.º Rally de las Cavas                      | Asfalto        |        |
| 8   | 29-30 de abril      | 4.º Rally Baix Ebre                         | Asfalto        |        |
| 9   | 6-7 de mayo         | 9.º Critérium Luis de Baviera               | Asfalto        |        |
| 10  | 27-28 de mayo       | 4.º 500 km Nocturnos Bujías Bosch           | Asfalto        |        |
| 11  | 10-11 de junio      | 2.º Critérium de La Rioja                   | Asfalto        |        |
| 12  | 10-12 de agosto     | 10.º Rally Internacional a las Rías Bajas   | Asfalto        |        |
| 13  | 26-27 de agosto     | 6.º Rally Internacional Bosch               |                |        |
| 14  | 7-8 de septiembre   | 9.º Rally Ciudad de Oviedo                  | Asfalto        |        |
| 15  | 20-23 de septiembre | 4.º Rally Internacional del Sherry          | Tierra         |        |
| 16  | 7-8 de octubre      | 3.º Rally Aniversario Escudería La Restinga |                |        |
| 17  | 27-29 de octubre    | 20.º RACE Rallye de España                  | Asfalto        | ERC    |
| 18  | 11-12 de noviembre  | 14.º Rally de los 2000 Virajes              | Asfalto        |        |
| 19  | 18-19 de noviembre  | 8.º Rally Barcelona-Andorra                 | Asfalto        |        |
| 20  | 2-3 de diciembre    | 3.º Rally Vendrell-Andorra                  | Asfalto        |        |
| 21  | 9-10 de diciembre   | 9.º Rallye Internacional Costa del Sol      | Asfalto/tierra |        |

### Calendario femenino
| N.º | Fecha         | Rally                                      |
| --- | ------------- | ------------------------------------------ |
| 1   | 18 de febrero | 4.º Rallye Femenino Saibil                 |
| 2   | 2 de abril    | 3.º Rallye Femenino Almería Espejo del Mar |
| 3   | 23 de abril   | Rally Femenino primavera                   |
| 4   | 11 de mayo    | 1.er Rally Femenino Montserrat             |
| 5   | 15 de mayo    | 5.º Rallye Femenino Siasa                  |
| 6   | 25 de junio   | 1.er Rallye Femenino de Tenerife           |

## Equipos
| Equipo             | Vehículo                 | Piloto              | Copiloto                   | Rondas              |
| Equipos oficiales  | Equipos oficiales        | Equipos oficiales   | Equipos oficiales          | Equipos oficiales   |
| ------------------ | ------------------------ | ------------------- | -------------------------- | ------------------- |
| FASA-Renault       | Alpine Renault A110-1440 | José Pavón          | José Adell                 | 1                   |
| FASA-Renault       | Alpine Renault A110-1440 | José Pavón          | Ignacio Lewin              | 4                   |
| FASA-Renault       | Alpine Renault A110-1440 | José Pavón          | Ricardo Antolín            | 6, 11, 17           |
| FASA-Renault       | Renault 8 TS             | José Pavón          | Ricardo Antolín            | 10                  |
| Equipos privados   |                          |                     |                            |                     |
|                    | SEAT 1430 SEAT 124       | Salvador Cañellas   | Federico van der Hoeven    | 2-4, 6              |
| Daniel Ferrater    | SEAT 1430 SEAT 124       | Salvador Cañellas   | 5, 9-10, 12, 15, 17, 19-21 |                     |
| Víctor Sabater     | SEAT 1430 SEAT 124       | Salvador Cañellas   | 7                          |                     |
|                    | SEAT 1430                | Manuel Juncosa      | José María Mónaco          | 2, 17               |
| Víctor Sabater     | SEAT 1430                | Manuel Juncosa      | 5, 8, 10-12, 14, 19-21     |                     |
| Escudería Repsol   | SEAT 1430                | Manuel Juncosa      | Artemi Eche                | 7                   |
| Escudería Repsol   | Porsche 911 S            | Eladio Doncel       | Antonio García Mantecón    | 3, 6, 11, 14        |
| Escudería Repsol   | Porsche 911 S            | Eladio Doncel       | Daniel Ferrater            | 4                   |
|                    | SEAT 1430 SEAT 124       | Jorge Bäbler        | Federico van der Hoeven    | 1                   |
| Ernesto Borau      | SEAT 1430 SEAT 124       | Jorge Bäbler        | 2                          |                     |
| José Adell         | SEAT 1430 SEAT 124       | Jorge Bäbler        | 3-7, 10-12, 14, 17-20      |                     |
| Hansi Bäbler Bebié | SEAT 1430 SEAT 124       | Jorge Bäbler        | 15                         |                     |
| Ricardo Antolín    | SEAT 1430 SEAT 124       | Jorge Bäbler        | 21                         |                     |
|                    | Alpinche                 | Estanislao Reverter | Antonio Reverter           | 6, 12, 14-15, 17-18 |
| Facas              | Alpinche                 | Estanislao Reverter | 9                          |                     |
| "Ventura"          | Alpinche                 | Estanislao Reverter | 10                         |                     |
| Julio Araújo       | Alpinche                 | Estanislao Reverter | 11                         |                     |

## Resultados

### Campeonato de pilotos
| Pos. | Piloto                           | FLL | CBR | LAN | VCN | GUI | FIR | CAV | BEB | CLB | 500 | RIO | RBX | BOS | OVI | SHE | AER | RAC | 2VI | BAN | VEA | CDS | Puntos |
| ---- | -------------------------------- | --- | --- | --- | --- | --- | --- | --- | --- | --- | --- | --- | --- | --- | --- | --- | --- | --- | --- | --- | --- | --- | ------ |
| 1.   | Salvador Cañellas                |     | 4   | 6   | 4   | 3   | Ret | 5   |     | 4   | 4   |     | 2   |     | Ret | 2   |     | 1   | Ret | 2   | Ret | 2   | 642,8  |
| 2.   | Manuel Juncosa                   |     | 3   |     |     | Ret | Ret | 1   | 1   |     | 1   | ?   | Ret | 5   | 2   | 8   |     | 2   | Ret | 6   | 3   | 3   | 578    |
| 3.   | Jorge Bäbler                     | Ret | 6   | 5   | 6   | Ret | 13  | Ret |     |     | 3   | 5   | 4   | 4   | 3   | ?   |     | Ret | Ret | 1   | 1   | 1   | 544    |
| 4.   | José Pavón                       | 1   |     |     | 5   |     | 2   |     |     |     | 2   | 2   |     | 7   | Ret |     |     | 3   | Ret |     |     |     | 416,8  |
| 5.   | Estanislao Reverter              |     |     |     |     |     | 4   |     |     | 1   | ?   | Ret | 1   | 3   | 1   | 3   |     | ?   | Ret |     |     |     | 352,6  |
| 6.   | Juan Carlos García de la Rasilla | 4   |     |     |     |     |     |     |     | 2   |     | 6   | 5   | Ret |     |     |     |     | 2   | 5   |     |     | 336    |
| 7.   | José Bruixeda                    |     | 5   | 7   |     |     |     |     |     | 10  |     | 10  |     |     |     |     |     |     |     |     | 6   |     | 263,4  |
| 8.   | Juan Manuel «Memo» Suárez        |     |     |     |     |     |     |     |     |     |     |     |     | 10  | 4   |     | 7   |     |     |     |     |     | 165    |
| 9.   | Javier Brugué                    |     | 8   |     |     |     |     | 9   | 9   |     |     |     |     |     |     |     |     |     | 10  |     | 10  |     | 143,6  |
|      | Hasta 236 clasificados.          |     |     |     |     |     |     |     |     |     |     |     |     |     |     |     |     |     |     |     |     |     |        |

### Campeonato de copilotos
| Pos. | Copiloto               | Puntos |
| ---- | ---------------------- | ------ |
| 1    | Daniel Ferrater        | 183,6  |
| 2    | José Adell             | 127    |
| 3    | Ricardo Antolín        | 110    |
| 4    | Víctor Sabater         | 69,6   |
| 5    | Ignacio Lewin          | 68     |
|      | Hasta 44 clasificados. |        |

### Campeonato femenino
| Pos. | Piloto                       | Puntos |
| ---- | ---------------------------- | ------ |
| 1.   | Nuria Viñas                  | 38     |
| 2.   | María del Sol Rodríguez Mesa | 31     |
| 3.   | María Saiz                   | 14     |
| 4.   | María Victoria Compán        | 12     |
| 4.   | Inmaculada Juncosa           | 12     |
| 4.   | Gloria Gascuñanna            | 12     |
| 7.   | Milagros Ortega              | 10     |
| 7.   | María del Pino Peña          | 10     |
| 7.   | María Luisa Padrón           | 10     |
| 10.  | Mª Victoria Alfonso          | 8      |
| 10.  | Mercedes Sáinz               | 8      |
| 10.  | Ana Fuster                   | 8      |
| 10.  | Asunción Sáez                | 8      |
| 10.  | Carmen Mariano               | 8      |
|      | Hasta 49 clasificadas.       |        |

### Desafío Simca
| Pos. | Piloto              |
| ---- | ------------------- |
| 1.   | Ricardo Muñoz       |
| 2.   | Suárez Parra        |
| 3.   | Buixeda             |
| 4.   | Miquel Gisbert      |
| 5.   | Joan Matamala       |
| 6.   | Ernesto Borau       |
| 7.   | Freixas             |
| 8.   | Manuel Escauriaza   |
| 9.   | Pérez               |
| 10.  | Florencio Arostegui |